# Fri åsiktsbildning
Fri åsiktsbildning är ett övergripande begrepp för yttrandefrihet och offentlighet. I den svenska grundlagen regeringsformen 1 kap 1 § fastslås att den svenska folkstyrelsen bygger på fri åsiktsbildning.
Kravet på fri åsiktsbildning är överordnad en myndighets önskemål att vara höjd över granskning och ifrågasättande. Myndigheters möjlighet att för egen del själva delta i den fria åsiktsbildningen är begränsade och myndigheters webbplatser är inte att betrakta som massmedier. Det är medborgarna som har yttrandefrihet och inte staten eller dess myndigheter.

## Omfattning
I Regeringsformens 2 kap "Opinionsfriheter" 1 § listas flera av medborgarnas rättigheter och där flera påverkar möjligheten till fri åsiktsbildning:
| ”                            | Var och en är gentemot det allmänna tillförsäkrad 1. yttrandefrihet: frihet att i tal, skrift eller bild eller på annat sätt meddela upplysningar samt uttrycka tankar, åsikter och känslor, 2. informationsfrihet: frihet att inhämta och ta emot upplysningar samt att i övrigt ta del av andras yttranden, 3. mötesfrihet: frihet att anordna och delta i sammankomster för upplysning, meningsyttring eller annat liknande syfte eller för framförande av konstnärligt verk, 4. demonstrationsfrihet: frihet att anordna och delta i demonstrationer på allmän plats, 5. föreningsfrihet: frihet att sammansluta sig med andra för allmänna eller enskilda syften, och 6. religionsfrihet: frihet att ensam eller tillsammans med andra utöva sin religion. | „ |
| – Regeringsformen 2 kap 1 §, | |   |

## Förutsättningar
Individens förmåga att undandra sig insyn från omgivningen, att ha kontroll över och tilltro till sina konfidentiella kommunikationer, är kopplat till både utvecklandet av självständiga åsikter och den fria åsiktsbildningen.

## Bibliotekens roll för fri åsiktsbildning
I bibliotekslagen slås fast att biblioteken ska "bidra till kunskapsförmedling och fri åsiktsbildning" vilket innebär att biblioteken ska säkerställa tillgången till litteratur även utanför den dagspolitiska uppfattningens mittfåra.

## Massmedias roll för fri åsiktsbildning
Massmedia spelar en viktig roll för den fria åsiktsbildningen och det är därför viktigt att respektera och underlätta mediernas arbete för att de ska kunna fylla sin konstitutionella funktion som den tredje statsmakten. Det medför en skyldighet att behandla alla journalister lika och till exempel inte godtyckligt stänga ute vissa från tillträde på presskonferenser. Det finns dock ingen skyldighet att låta sig intervjuas av flera olika reportrar.
Vid rapportering om Tortyraffären i Kongo, Representationsnotorna på Tillväxtverket och Näringsdepartementet 2012 och Transportstyrelsens IT-upphandling 2017 har det uppmärksammats att svenska myndigheter inte har förhållit sig neutrala till granskande medier och istället försökt förekomma publiceringar genom att kontakta granskarens konkurrent och erbjuda från annat håll efterfrågat material eller efterfrågad intervju. Efter att SVT 2019 sänt dokumentären Josefin Nilsson – Älska mig för den jag är, som senare fälldes i granskningsnämnden, ville Sveriges Radio:s program Medierna intervjua filmens producent. Producenten nekade till det och gav istället en intervju till en barnreporter på en skoltidning. När Dagens Nyheter 2023 rapporterade om arbetsmiljöproblem på Miljöpartiets kansli ställde språkrören inte upp för en intervju men erbjöd istället en intervju till Svenska Dagbladet.
Uppdrag Granskning publicerade ett avslöjande i februari 2022 att anställda hos Ericsson kan ha mutat Islamiska staten. Ericssons VD lät sig inte intervjuas av Uppdrag Granskning men erbjöd istället en intervju till Dagens Industri. Uppdrag Granskning fick 2023 genom en text i Kvartal mycket hård kritik från en tidigare medarbetare som hade arbetat med publiceringen och som hade påpekat flera svagheter i den och i arbetsprocessen men när Kvartal ville intervjua ansvarige utgivaren för Uppdrag Granskning, Axel Björklund, avböjde denne intervju och svarade istället skriftligt med tre meningar. Även reportern Fredrik Laurin avböjde intervju och svarade skriftligen. PR-konsulten Carl Fredrik Sammeli kritiserade Uppdrag Granskning för att inte leva som de lär.
I februari 2021 sände Sveriges Radio ett reportage som ifrågasatte den slutna gruppen Media Watchdogs of Sweden (Mewas) i ett socialt medium där omkring 200 deltagare (bland annat akademiker, opinionsbildare och forskare) ifrågasatte den svenska strategin under Coronavirusutbrottet 2020–2021 i Sverige, något som uppfattades kunna skada "Sverigebilden" utomlands. I reportaget pekades gruppen ut som extrema och skadliga, Jan Lötvall, som var en av gruppdeltagarna som intervjuades, menade att reportern försökte antyda guilt by association och sade att anonymiseringen av honom gav ett suspekt intryck men inte var hans idé utan istället ett redaktionellt beslut. Reportaget sattes till svårmodig musik och det implicerades att alla i gruppen var ansvariga för vad alla sade. Företrädare för Folkhälsomyndigheten uttryckte chock och obehag inför kritiken. Staffan Dopping kritiserade då Ekoredaktionen och Folkhälsomyndigheten för att varken ha respekterat, eller förstått betydelsen av, fri åsiktsbildning i ett demokratiskt samhälle.